# Sarmisaari
Sarmisaari, nordsamiska: Čaarmâčuážžumsuálui, är en ö i Finland. Den ligger sjön Enare träsk och  i kommunen Enare  i den ekonomiska regionen Norra Lappland och landskapet Lappland, i den norra delen av landet, 1 000 km norr om huvudstaden Helsingfors. Öns area är 10,2 hektar och dess största längd är 0,5 kilometer i öst-västlig riktning.